# Unité urbaine de Pau
L'unité urbaine de Pau est une unité urbaine française centrée sur la ville de Pau, préfecture du département des Pyrénées-Atlantiques au cœur de la troisième agglomération urbaine de la Nouvelle-Aquitaine, après les unités urbaines de Bordeaux et de Bayonne.
Par sa population, l'unité urbaine de Pau fait partie des grandes agglomérations de la France se situant au 35e rang national.

## Données générales
Dans le zonage réalisé par l'Insee en 1999, l'unité urbaine était composée de 49 communes.
Dans le zonage réalisé en 2010, l'unité urbaine était composée de 53 communes.
Dans le nouveau zonage réalisé en 2020, elle est composée de 55 communes.
En 2022, avec 206 230 habitants, elle représente la 2e unité urbaine du département des Pyrénées-Atlantiques, après celle de Bayonne (246 117 habitants dans ce département). Elle occupe le 3e rang dans la région Nouvelle-Aquitaine.
En 2022, sa densité de population s'élève à 388 hab/km2. Par sa superficie, elle représente 6,94 % du territoire départemental mais, par sa population, elle regroupe 29,48 % de la population du département des Pyrénées-Atlantiques.

Agglomérations de plus de 100000 habitants en France en 2022.

## Composition 2020 de l'unité urbaine
L'unité urbaine de Pau est composée des 55 communes suivantes :
| Nom                | Code Insee | Département          | Statut       | Superficie (km2) | Population (dernière pop. légale) | Densité (hab./km2) | Modifier                                    |
| ------------------ | ---------- | -------------------- | ------------ | ---------------- | --------------------------------- | ------------------ | ------------------------------------------- |
| Pau (ville-centre) | 64445      | Pyrénées-Atlantiques | ville-centre | 31,51            | 78 620 (2022)                     | 2 495              | modifier les données · modifier les données |
| Andoins            | 64021      | Pyrénées-Atlantiques | banlieue     | 12,22            | 724 (2022)                        | 59                 | modifier les données · modifier les données |
| Angaïs             | 64023      | Pyrénées-Atlantiques | banlieue     | 5,94             | 895 (2022)                        | 151                | modifier les données · modifier les données |
| Arbus              | 64037      | Pyrénées-Atlantiques | banlieue     | 13,89            | 1 235 (2022)                      | 89                 | modifier les données · modifier les données |
| Aressy             | 64041      | Pyrénées-Atlantiques | banlieue     | 2,15             | 846 (2022)                        | 393                | modifier les données · modifier les données |
| Arros-de-Nay       | 64054      | Pyrénées-Atlantiques | banlieue     | 13,47            | 816 (2022)                        | 61                 | modifier les données · modifier les données |
| Artiguelouve       | 64060      | Pyrénées-Atlantiques | banlieue     | 10,74            | 2 025 (2022)                      | 189                | modifier les données · modifier les données |
| Assat              | 64067      | Pyrénées-Atlantiques | banlieue     | 9,47             | 2 055 (2022)                      | 217                | modifier les données · modifier les données |
| Aussevielle        | 64080      | Pyrénées-Atlantiques | banlieue     | 3,26             | 833 (2022)                        | 256                | modifier les données · modifier les données |
| Baliros            | 64091      | Pyrénées-Atlantiques | banlieue     | 3,64             | 504 (2022)                        | 138                | modifier les données · modifier les données |
| Baudreix           | 64101      | Pyrénées-Atlantiques | banlieue     | 2,00             | 585 (2022)                        | 293                | modifier les données · modifier les données |
| Bénéjacq           | 64109      | Pyrénées-Atlantiques | banlieue     | 17,03            | 1 987 (2022)                      | 117                | modifier les données · modifier les données |
| Billère            | 64129      | Pyrénées-Atlantiques | banlieue     | 4,57             | 14 037 (2022)                     | 3 072              | modifier les données · modifier les données |
| Bizanos            | 64132      | Pyrénées-Atlantiques | banlieue     | 4,42             | 4 570 (2022)                      | 1 034              | modifier les données · modifier les données |
| Boeil-Bezing       | 64133      | Pyrénées-Atlantiques | banlieue     | 8,50             | 1 330 (2022)                      | 156                | modifier les données · modifier les données |
| Bordères           | 64137      | Pyrénées-Atlantiques | banlieue     | 4,58             | 676 (2022)                        | 148                | modifier les données · modifier les données |
| Bordes             | 64138      | Pyrénées-Atlantiques | banlieue     | 7,27             | 2 878 (2022)                      | 396                | modifier les données · modifier les données |
| Bosdarros          | 64139      | Pyrénées-Atlantiques | banlieue     | 24,77            | 969 (2022)                        | 39                 | modifier les données · modifier les données |
| Bourdettes         | 64145      | Pyrénées-Atlantiques | banlieue     | 2,24             | 506 (2022)                        | 226                | modifier les données · modifier les données |
| Buros              | 64152      | Pyrénées-Atlantiques | banlieue     | 13,81            | 1 988 (2022)                      | 144                | modifier les données · modifier les données |
| Coarraze           | 64191      | Pyrénées-Atlantiques | banlieue     | 14,84            | 2 170 (2022)                      | 146                | modifier les données · modifier les données |
| Denguin            | 64198      | Pyrénées-Atlantiques | banlieue     | 12,29            | 1 774 (2022)                      | 144                | modifier les données · modifier les données |
| Gabaston           | 64227      | Pyrénées-Atlantiques | banlieue     | 12,73            | 676 (2022)                        | 53                 | modifier les données · modifier les données |
| Gan                | 64230      | Pyrénées-Atlantiques | banlieue     | 39,62            | 5 649 (2022)                      | 143                | modifier les données · modifier les données |
| Gelos              | 64237      | Pyrénées-Atlantiques | banlieue     | 11,03            | 3 595 (2022)                      | 326                | modifier les données · modifier les données |
| Idron              | 64269      | Pyrénées-Atlantiques | banlieue     | 7,78             | 5 134 (2022)                      | 660                | modifier les données · modifier les données |
| Igon               | 64270      | Pyrénées-Atlantiques | banlieue     | 5,33             | 1 008 (2022)                      | 189                | modifier les données · modifier les données |
| Jurançon           | 64284      | Pyrénées-Atlantiques | banlieue     | 18,78            | 7 063 (2022)                      | 376                | modifier les données · modifier les données |
| Lagos              | 64302      | Pyrénées-Atlantiques | banlieue     | 4,46             | 468 (2022)                        | 105                | modifier les données · modifier les données |
| Laroin             | 64315      | Pyrénées-Atlantiques | banlieue     | 7,04             | 1 035 (2022)                      | 147                | modifier les données · modifier les données |
| Lée                | 64329      | Pyrénées-Atlantiques | banlieue     | 2,94             | 1 266 (2022)                      | 431                | modifier les données · modifier les données |
| Lescar             | 64335      | Pyrénées-Atlantiques | banlieue     | 26,50            | 9 540 (2022)                      | 360                | modifier les données · modifier les données |
| Lons               | 64348      | Pyrénées-Atlantiques | banlieue     | 11,53            | 13 708 (2022)                     | 1 189              | modifier les données · modifier les données |
| Maucor             | 64370      | Pyrénées-Atlantiques | banlieue     | 4,92             | 567 (2022)                        | 115                | modifier les données · modifier les données |
| Mazères-Lezons     | 64373      | Pyrénées-Atlantiques | banlieue     | 4,00             | 1 831 (2022)                      | 458                | modifier les données · modifier les données |
| Meillon            | 64376      | Pyrénées-Atlantiques | banlieue     | 7,08             | 948 (2022)                        | 134                | modifier les données · modifier les données |
| Mirepeix           | 64386      | Pyrénées-Atlantiques | banlieue     | 3,29             | 1 254 (2022)                      | 381                | modifier les données · modifier les données |
| Montardon          | 64399      | Pyrénées-Atlantiques | banlieue     | 8,42             | 2 420 (2022)                      | 287                | modifier les données · modifier les données |
| Morlaàs            | 64405      | Pyrénées-Atlantiques | banlieue     | 13,15            | 4 367 (2022)                      | 332                | modifier les données · modifier les données |
| Narcastet          | 64413      | Pyrénées-Atlantiques | banlieue     | 4,56             | 756 (2022)                        | 166                | modifier les données · modifier les données |
| Navailles-Angos    | 64415      | Pyrénées-Atlantiques | banlieue     | 14,22            | 1 547 (2022)                      | 109                | modifier les données · modifier les données |
| Nay                | 64417      | Pyrénées-Atlantiques | banlieue     | 5,27             | 3 203 (2022)                      | 608                | modifier les données · modifier les données |
| Ousse              | 64439      | Pyrénées-Atlantiques | banlieue     | 4,46             | 1 667 (2022)                      | 374                | modifier les données · modifier les données |
| Pardies-Piétat     | 64444      | Pyrénées-Atlantiques | banlieue     | 7,47             | 447 (2022)                        | 60                 | modifier les données · modifier les données |
| Poey-de-Lescar     | 64448      | Pyrénées-Atlantiques | banlieue     | 6,74             | 1 860 (2022)                      | 276                | modifier les données · modifier les données |
| Rontignon          | 64467      | Pyrénées-Atlantiques | banlieue     | 7,06             | 868 (2022)                        | 123                | modifier les données · modifier les données |
| Saint-Abit         | 64469      | Pyrénées-Atlantiques | banlieue     | 4,22             | 300 (2022)                        | 71                 | modifier les données · modifier les données |
| Saint-Faust        | 64478      | Pyrénées-Atlantiques | banlieue     | 13,51            | 740 (2022)                        | 55                 | modifier les données · modifier les données |
| Saint-Jammes       | 64482      | Pyrénées-Atlantiques | banlieue     | 4,05             | 634 (2022)                        | 157                | modifier les données · modifier les données |
| Sauvagnon          | 64511      | Pyrénées-Atlantiques | banlieue     | 16,74            | 3 542 (2022)                      | 212                | modifier les données · modifier les données |
| Sendets            | 64518      | Pyrénées-Atlantiques | banlieue     | 7,73             | 1 156 (2022)                      | 150                | modifier les données · modifier les données |
| Serres-Castet      | 64519      | Pyrénées-Atlantiques | banlieue     | 13,71            | 4 411 (2022)                      | 322                | modifier les données · modifier les données |
| Serres-Morlaàs     | 64520      | Pyrénées-Atlantiques | banlieue     | 4,19             | 856 (2022)                        | 204                | modifier les données · modifier les données |
| Siros              | 64525      | Pyrénées-Atlantiques | banlieue     | 2,21             | 840 (2022)                        | 380                | modifier les données · modifier les données |
| Uzos               | 64550      | Pyrénées-Atlantiques | banlieue     | 3,52             | 851 (2022)                        | 242                | modifier les données · modifier les données |

## Évolution démographique
| 1968    | 1975    | 1982    | 1990    | 1999    | 2006    | 2011    | 2016    | 2022    |
| ------- | ------- | ------- | ------- | ------- | ------- | ------- | ------- | ------- |
| 139 309 | 157 792 | 169 079 | 177 670 | 185 778 | 198 702 | 198 943 | 199 994 | 206 230 |

#### Données générales
- Unité urbaine en France
- Aire d'attraction d'une ville
- Liste des unités urbaines de France

#### Données démographiques en rapport avec l'unité urbaine de Pau
- Aire d'attraction de Pau
- Arrondissement de Pau

#### Données démographiques en rapport avec les Pyrénées-Atlantiques
- Démographie des Pyrénées-Atlantiques